# Чинуа Ачебе
Чинуа Аче́бе (англ. Chinua Achebe; 16 листопада 1930, Огіді, Нігерія — 21 березня 2013, Бостон, США) — нігерійський письменник, літературний критик, один із засновників сучасної нігерійської літератури. Лауреат Міжнародної Букерівської премії (2007).

## Біографія
Народився в 1930 році на сході Нігерії, у селі Оджиді (належить до етносу ігбо). Його батько був ревним християнином, проповідником і викладачем недільної школи. При хрещенні його сина назвали Альбертом Чунуалумогу, яке той пізніше змінив на «Чинуа Ачебе». Із восьми років хлопець вивчав англійську мову. Середню освіту отримав в Урядовому коледжі в Умуахії, Східній Нігерії, продовжив її на Заході, в Ібадані (до 1954). Чинуа Ачебе був одним із перших студентів Ібаданского університету, заснованого в 1948 році. Він почав вивчати медицину, проте потім перемкнувся на англійську історію і богослов'я. Після закінчення університету, він почав у ньому викладати.
Після університету працював у Нігерійській радіокомпанії, де пізніше став директором управління іноземного радіомовлення (обіймав цю посаду до 1966). Наприкінці 1960-х Чинуа Ачебе був дипломатом у самопроголошеній республіці Біафра. Працював в Інституті африканських досліджень у Нсуцці.
Чинуа Ачебе здобув світову популярність після виходу роману «Things Fall Apart» («І прийшло знищення»). Книга вийшла в 1958 і стала найбільш читаною в Африці. У цілому вона була перекладена на понад 50 мов і продана тиражем понад 10 мільйонів примірників.
У 1990-х письменник переїхав до США. У цілому він написав понад 20 книг, серед яких також романи «Arrow of God» («Стріла бога», 1964), «A Man of the People» («Людина з народу», 1966). Ачебе викладав літературу, у нього було кілька десятків ступенів в університетах Африки, Європи та Америки.
У 2007 році Ачебе отримав літературну премію «Міжнародний Букер» за внесок у світову літературу.

## Творчість
Основна тема творчості — соціальні та політичні проблеми колоніалізму і нових незалежних африканських держав.
Дружина, що працювала в школі для хлопчиків, розповіла чоловікові, як її учень у роботі про клімат Нігерії написав про зиму, якої в країні нема — інакше решта учнів вважали його за дикуна. «Можна подумати, що в самій нашій погоді є щось ганебне! Я думаю, мій обов'язок письменника — викликати в цьому хлопці думку, що немає нічого непристойного в африканській погоді, що пальма може бути гідною темою для вірша». «Я був би цілком задоволений, якби мої романи (особливо ті, події яких я розгортаю в минулому), пояснили моїм читачам, що їх минуле, попри його тіньові сторони, не було однією довгою ніччю дикості, від якої європейці, що діяли за божим дорученням, врятували їх» — писав Ачебе в 1975 році.
Для паризького журналу «Pre'sence Africane» у 1966 році Чинуа Ачебе зазначив: «Однією з головних завдань письменника завжди була боротьба з расовою несправедливістю. Але чи повинні ми обмежуватися старою темою расової несправедливості (якою б важкою вона не лишалася), якщо навколо нас виникли нові форми несправедливості? Я цього не думаю».
Англійський літератор Г. Гріффіт стверджує, що Ачебе, як й інші африканські, вест-індські письменники, працюють в культурному вигнанні, оскільки вони були виховані в культурі, що значно відрізнялася від англійської, проте стали писати англійською мовою. Однак, хоч твори Ачебе є популярними в усьому світі, письменник звертається в першу чергу до своїх співвітчизників.